# Stadio Sterlino
Lo stadio Sterlino (noto anche solo come «Sterlino») o campo di giuoco di Villa Hercolani, poi stadio Angelo Badini, è stato uno stadio di Bologna, inaugurato nel 1913 e demolito nel 1969.

## Storia
Lo stadio era situato in via Toscana 79 (l'odierna via Murri), nella località denominata "Ragno". Il nome "Sterlino" deriva da Starlén, nome in bolognese del Regulus regulus nonché della zona fuori porta Santo Stefano in cui sorgeva. Attualmente è sostituito dal Centro Sportivo "Giulio Onesti", che mantiene il soprannome di Sterlino.
Il luogo appariva come un campo spoglio e isolato, il cui terreno formava una pendenza che scendeva dalla villa dei principi Hercolani. Fu proprio il Bologna Football Club ad addobbare lo stadio a dovere e a costruire la prima tribuna principalmente costruita in ferro e lamiera. Dopo i Prati di Caprara ed il campo della Cesoia, lo Sterlino è stato il terzo campo da gioco del club felsineo, e ne ha ospitato 14 stagioni.
Il prato da gioco presentava un dislivello di oltre un metro fra le due porte: tale difetto veniva furbescamente utilizzato dal Bologna, che al lancio della monetina all'inizio di ogni match sceglieva sempre di percorrere la metà campo in salita nel primo tempo, per poi beneficiare della parte in discesa quando gli avversari erano più stanchi nella seconda frazione di gara. Tuttavia, in seguito a un ricorso della SPAL nell'ottobre 1923, la FIGC impose al club felsineo di appianare il terreno prima dell'inizio della stagione 1924-1925.
Nel corso del 1921, dopo la fine della prima guerra mondiale, la società ristrutturò lo stadio, sostituendo la lamiera con cemento armato; fece ricostruire anche due gradinate (una coperta e una tribuna popolare, i distinti d'oggi). Nello stesso anno il campo fu intitolato ad Angelo Badini, calciatore del Bologna degli inizi del Novecento. Nel 1927 l'impianto fu abbandonato dal Bologna e demolito nel 1969. Negli anni 1930 ospitò anche gli incontri del Rugby Bologna.